# Deutsche Gesellschaft für Sportmedizin und Prävention (Deutscher Sportärztebund)
Die Deutsche Gesellschaft für Sportmedizin und Prävention (Deutscher Sportärztebund) e. V.  (DGSP)  ist der Dachverband der 18 Landessportärzteverbände in Deutschland, in denen die in Deutschland an der Sportmedizin interessierten bzw. auf diesem Feld tätigen Ärzte aller Fachdisziplinen organisiert sind.

## Geschichte
Seinen Ursprung sieht der Deutsche Sportärztebund im auf dem ersten deutschen sportmedizinischen Kongress in Oberhof/Thüringen 1912 gebildeten Deutschen Reichskomitee für die wissenschaftliche Erforschung des Sportes und der Leibesübungen. Es war die weltweit erste sportärztliche Vereinigung. Als Nachfolgeorganisation wurde 1924 der Deutsche Ärztebund zur Förderung der Leibesübungen auf dem zweiten deutschen Sportärztekongress in Berlin gegründet.
Unter maßgeblicher Mitwirkung des Deutschen Ärztebundes zur Förderung der Leibesübungen erfolgte 1928 die Gründung des Weltverbandes für Sportmedizin (Association Internationale Medico Sportive – AIMS), ab  1934 umbenannt in Fédération Internationale de Médecine Sportive, heute Fédération Internationale de Médecine du Sport (FIMS). Generalsekretär wurde Arthur Mallwitz.
Der Sportarzt als amtliches Organ des Deutschen Ärztebundes zur Förderung der Leibesübungen erschien erstmals im April 1928 (bis 1934 nachgewiesen). Es folgten Leibesübungen-Sportarzt-Erziehung (1950–1952), Sportmedizin (1953–1958), Der Sportarzt (1959–1963), Sportarzt und Sportmedizin (1964–1977), seit 1978 ist die aktuelle Benennung Deutsche Zeitschrift für Sportmedizin.
1933 erfolgte die Umbenennung in Deutscher Sportärztebund und bald darauf die Zwangseingliederung in den Nationalsozialistischen Deutschen Ärztebund.  Mitteilungen des Deutschen Sportärzte-Bundes e. V. (Reichsfachschaft der Sport- und Lagerärzte) erschienen dann mit Arzt und Sport als halbmonatliche Beilage in Deutsche Medizinische Wochenschrift unter der Schriftleitung von Arthur Mallwitz (Haus der Deutschen Ärzte, Berlin). 1950 wurde eine Reorganisation des Deutschen Sportärztebundes in Hannover eingeleitet.
1954 erfolgte die Gründung der Arbeitsgemeinschaft für Sportmedizin der DDR  in Leipzig, ab 1969 umbenannt in Gesellschaft für Sportmedizin der DDR. 1990/91 kam es zum Beitritt der in den neuen Bundesländern gebildeten Landesverbände für Sportmedizin zum Deutschen Sportärztebund. 1999 wurde die Vereinigung in Deutsche Gesellschaft für Sportmedizin und Prävention (Deutscher Sportärztebund) e. V. umbenannt.

## Ziele
Ziele sind die Förderung der sport- und präventivmedizinischen Forschung, Lehre sowie Weiter- und Fortbildung. Weiterhin werden Dienstleistungen für sport- und präventivmedizinische Multiplikatoren erbracht und Maßnahmen zur Erhöhung der Gesundheitskompetenz in der Bevölkerung getroffen. Der Aufbau von Netzwerken mit Unternehmen, Verbänden und anderen Organisationen ist ein weiteres wichtiges Anliegen der DGSP.

## Organisation und Struktur
Entsprechend der föderalen Ordnung existieren in den Bundesländern Landesverbände für Sportmedizin in der Rechtsform als eingetragene gemeinnützige Vereine (gegenwärtig 18), deren Dachverband die DGSP ist. Die Bundesgeschäftsstelle des Verbandes hat ihren Sitz in Frankfurt am Main. Mit rund 9.000 Mitgliedern ist die DGSP einer der großen medizinischen Fachverbände in Deutschland und nach den USA die weltweit zweitgrößte nationale Fachorganisation von Sportmedizinern.
Höchstes Organ ist die zweimal jährlich stattfindende Delegiertenversammlung der DGSP. Sie wählt den Präsidenten und fünf Vizepräsidenten für drei Jahre sowie die Besetzungen der Sektionen und Kommissionen. Der Länderrat besteht aus den Vorsitzenden der Landessportärzteverbände, befasst sich mit spezifischen Fragen der Landesverbände für Sportmedizin und dient dem Erfahrungsaustausch. Der Wissenschaftsrat vertritt die Interessen der Gesamtheit der Hochschullehrer der Sportmedizin in Angelegenheiten, die die DGSP und die Hochschulpolitik betreffen. Er setzt sich zusammen aus acht gewählten Vertretern des Wissenschaftskollegiums, dem alle habilitierten Hochschullehrer, die an sportmedizinischen Einrichtungen einer Hochschule hauptamtlich tätig sind, angehören.
Spezielle Fragestellungen bearbeiten die Kommissionen Breiten-, Freizeit- und Alterssport, Kinder- und Jugendsport, Frauensport,  Rehabilitation und Behindertensport sowie die Kommission Geschichte der Sportmedizin.
Jahreskongresse der DGSP wurden bis 2011 in zweijährigem Abstand veranstaltet. Der Deutsche Sportärztekongress aus Anlass der 100-jährigen Bestehens der Gesellschaft findet im Oktober 2012 in Berlin statt. Danach sind zunächst jährliche Kongresse geplant.
Das Fachorgan Deutsche Zeitschrift für Sportmedizin richtet sich an  sportmedizinisch tätige Ärzte, sportmedizinisch/sportwissenschaftlich interessierte Wissenschaftler sowie an Physiotherapeuten, Sportpädagogen und Sportler.
Ehrungen der DGSP sind: das Ehrenzeichen in Gold, der Ehrenbrief, die Ehrenmitgliedschaft, die Ernennung zum Ehrenpräsidiumsmitglied und die Ernennung als Ehrenpräsident der DGSP. Zur Förderung und Anerkennung wissenschaftlicher Arbeiten auf dem Gebiet der gesamten Sportmedizin wurden nach der Wiedervereinigung zunächst der Arno-Arnold-Preis, später der Joseph-Keul-Forschungspreis vergeben.

## Mitgliedschaften
Die DGSP ist Mitglied mit besonderer Aufgabenstellung im Deutschen Olympischen Sportbund sowie in der Arbeitsgemeinschaft der Wissenschaftlichen Medizinischen Fachgesellschaften (AWMF). Sie ist Gründungsmitglied des Weltverbandes für Sportmedizin, der Fédération Internationale de Médecine du Sport (FIMS), der Deutschen Allianz Nichtübertragbare Krankheiten (DANK) und der Europäischen Gesellschaft für Sportmedizin (European Federation of Sports Medicine Associations – EFSMA).